# UFC Fight Night: Santos vs. Ankalaev
UFC Fight Night: Santos vs. Ankalaev（ユーエフシー・ファイトナイト：サントス・バーサス・アンカラエフ、別名UFC Fight Night 203、UFC on ESPN+ 61）は、アメリカ合衆国の総合格闘技団体「UFC」の大会の一つ。2022年3月12日、ネバダ州ラスベガスのUFC APEXで開催された。

## 大会概要
本大会はチアゴ・サントスとマゴメド・アンカラエフのライトヘビー級戦が組まれた。

## 試合結果

### プレリミナリーカード
第1試合 ライトヘビー級 5分3R
○  アザマト・ムルザカノフ vs.  テフォン・チュクウィ ×
3R 0:44 KO（右飛び膝蹴り）
第2試合 バンタム級 5分3R
○  グイド・カネッティ vs.  クリス・モウティーニョ ×
1R 2:07 TKO（スタンドパンチ連打）
第3試合 ミドル級 5分3R
○  コーディ・ブランデージ vs.  ダルチャ・ランギアムブーラ ×
1R 3:41 ギロチンチョーク
第4試合 女子フライ級 5分3R
○  ミランダ・マーベリック vs.  サビーナ・マゾ ×
2R 2:15 リアネイキドチョーク
第5試合 フェザー級 5分3R
○  デイモン・ジャクソン vs.  カムエラ・カーク ×
2R 4:42 肩固め
第6試合 バンタム級 5分3R
○  ジャビッド・バシャラート vs.  トレヴィン・ジョーンズ ×
3R終了 判定3-0（30-27、30-27、29-28）
第7試合 女子フライ級 5分3R
○  JJ・アルドリッチ vs.  ジリアン・ロバートソン ×
3R終了 判定3-0（30-27、30-27、30-27）
第8試合 ウェルター級 5分3R
○  マシュー・セメルスバーガー vs.  AJ・フレッチャー ×
3R終了 判定3-0（29-28、29-28、29-28）

### メインカード
第9試合 ミドル級 5分3R
○  アレックス・ペレイラ vs.  ブルーノ・シウバ ×
3R終了 判定3-0（30-27、30-27、30-27）
第10試合 ライト級 5分3R
○  ドリュー・ドーバー vs.  テランス・マッキニー ×
1R 3:17 TKO（パウンド）
第11試合 ライトヘビー級 5分3R
○  カリル・ラウントリー・ジュニア vs.  カール・ロバーソン ×
2R 0:25 TKO（右フック）
第12試合 フェザー級 5分3R
○  ソディック・ユサフ vs.  アレックス・カサレス ×
3R終了 判定3-0（30-27、30-27、29-28）
第13試合 バンタム級 5分3R
○  ソン・ヤドン vs.  マルロン・モラエス ×
1R 2:06 KO（右アッパー）
第14試合 ライトヘビー級 5分5R
○  マゴメド・アンカラエフ vs.  チアゴ・サントス ×
5R終了 判定3-0（49-46、49-46、48-47）

### 各賞
ファイト・オブ・ザ・ナイト：該当無し
パフォーマンス・オブ・ザ・ナイト：ソン・ヤドン、カリル・ラウントリー・ジュニア、コーディ・ブランデージ、アザマト・ムルザカノフ
各選手にはボーナスとして5万ドルが授与された。

### カード変更
負傷などによるカードの変更は以下の通り。